# Psilocybe puberula
La psilocybe puberula es una especie de hongo perteneciente a la familia Hymenogastraceae. Contiene las drogas alucinógenas psilocibina y psilocina. Fue descrita en 1996 a partir de ejemplares hallados en Amersfoort, Leusderheide, Países Bajos, y también se la ha encontrado en Bélgica. Es muy rara.
Se caracteriza por tener una cutis seca y pileocistidios con esporas muy diferenciadas y de paredes gruesas. El píleo es de 40 a 50 milímetros (1,6 a 2 plg) y cónico.